# بوج‌محل
بوج‌محل (به لاتین: Bhojmahal) یک روستا در بنگلادش است که در استان باریسال و در ناحیه باریسال واقع شده است.